# Flavio Boltro

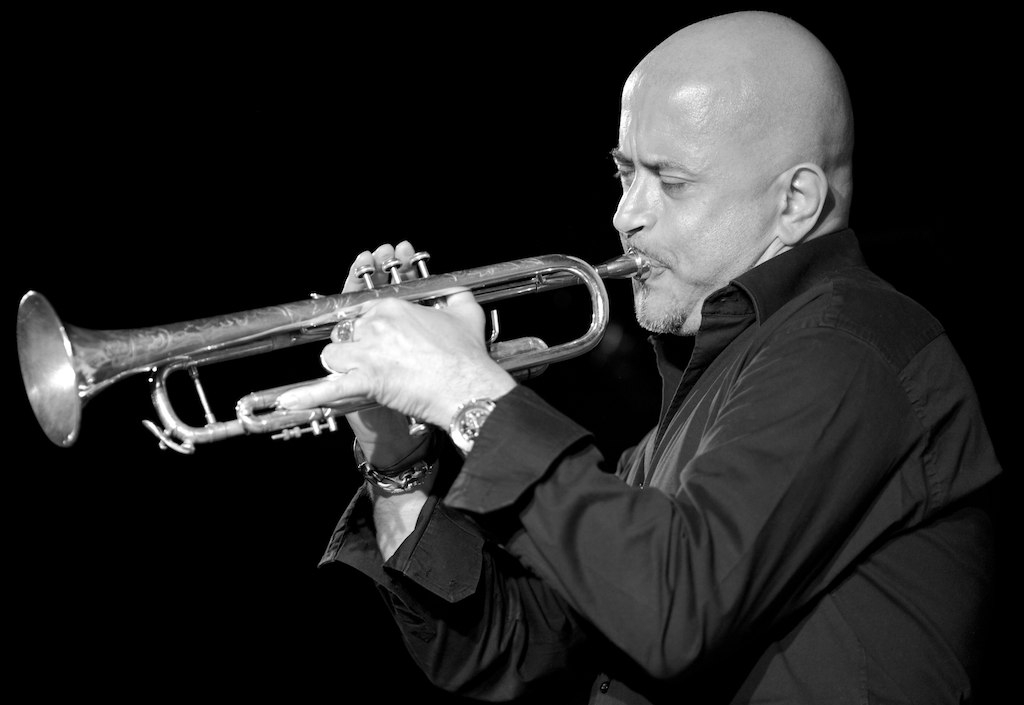
Flavio Boltro (2010)

Flavio Boltro (* 5. Mai 1961 in Turin) ist ein italienischer Jazz-Trompeter.

## Leben
Boltro begann als Sohn eines Jazz-begeisterten Trompeters mit neun Jahren sein Instrument zu lernen und besuchte mit 13 Jahren das Konservatorium in Turin. 1985 wurde er Mitglied von „Lingomania“ mit Roberto Gatto am Schlagzeug, dem Bassisten Furio Di Castri, dem Saxophonisten Giammarco und dem Gitarristen Umberto Fiorentino. Zur gleichen Zeit trat er regelmäßig im Quintett von Steve Grossman auf. Daneben spielte er u. a. mit Don Cherry, Billy Higgins, Cedar Walton und Bob Berg. Er gründete auch ein eigenes Trio (mit di Castri und dem Schlagzeuger Manu Roche), mit dem er u. a. Joe Lovano begleitete. 1984 erhielt er den Preis als bestes neues Talent der Zeitschrift „Musica Jazz“.
Anfang der 1990er Jahre spielte Boltro auf vielen Festivals wie dem von Calvi, u. a. als Sideman von Jimmy Cobb und Freddie Hubbard. 1994 lud ihn Laurent Cugny ein, mit seinem Freund dem Saxophonisten Stefano Di Battista im französischen Orchestre National de Jazz zu spielen (1994 bis 1997). Daneben spielte er auch im Sextett von Michel Petrucciani und mit Aldo Romano, mit dem er auch das Album Chante aufnahm. 1997 gründete er ein Quintett mit Di Battista. 1999 erschien sein erstes Album unter eigenem Namen „Road Runner“, gefolgt 2002 von „40°“. 2004 erhielt er für das mit Majid Bekkas entstandene Album Mogador  einen Django d’Or. In jüngster Zeit arbeitete er u. a. mit Danilo Rea, Michel Portal und Laurent de Wilde. 2020legte er das Album Live! Hammond Trio vor, das er mit Matteo Frigerio (Schlagzeug) und Yazan Greselin (Hammondorgel) eingespielt hatte.